# 普門寺 (多治見市)
普門寺（ふもんじ）は岐阜県多治見市大針町にある臨済宗南禅寺派の寺院。山号は慈眼山。

## 歴史
天文13年(1544年)2月、器成周璉(保壽院十一世・続芳院二世・冨春庵開基)が開基し、
徳林院六世の法孫の松堂元壽が中興開山した。
寛永2年(1625年)1月、普門寺が檀越の宮嶋文六に宛てた「由緒書之事」に、
「同寺之儀は 最初観音庵 申候て有之候、此形を寛永二乙丑年ニ 慈眼山普門寺と改め、即再建仕候」と記されていることから、
開基の器成周璉が建立したと思われる観音庵をこの年に再建し、山号と寺号を付けて寺としての体裁を整えられたものと推定される。
嘉永4年(1851年)、普門寺が檀越の宮嶋仁右衛門に出した「院号授与一札之事」に
「当普門寺は宮嶋家の開基にて、この寺の大檀越である」と記され、
かつての大針村の草分けと言われる宮嶋氏が、普門寺の経済面での後援者であった。
現在の本堂は、明治25年(1892年)、十三世の恭山禅悦の代に永保寺の本堂を譲り受けて再建された。